# 對流過沖
對流過沖是恆星的對流將物質帶出大氣的不穩定區域進入分層穩定區域的現象。過沖是由對流物質的動量引起的，它將物質帶到不穩定區域之外。

## 地球大氣層中的深層潮濕對流
一個例子是在雷暴中平衡水准（EL）頂部上方延伸的熱柱：從表面（或附近）上升的不穩定空氣通常在EL（對流層頂附近）停止上升，並以砧雲的形式擴散；但在上升氣流强烈的情况下，不穩定的空氣會以「超過頂部」或「部分」的形式通過EL。一個流體質點的空氣將在最大流體質點水准（MPL）處停止上升。這種對沖（超調）是商業航空飛行巡航階段出現的大部分湍流的原因。

## 恆星對流
對流過沖也發生在恆星對流層的邊界。這方面的一個例子是在太陽內部的對流層的底部。太陽核融合的熱量由內部深處的輻射層輻射和外部對流層的對流迴圈向外傳遞，但來自表面的冷卻下沉物質比理論所建議的更深入輻射層。這會影響太陽內部的熱傳遞速率和溫度，而太陽內部的溫度可以通過日震學間接量測。太陽對流層和輻射層之間的層被稱為差旋層。
過沖可能會對具有對流核心的恆星，如中等質量和高質量恆星的演化產生更明顯的影響。超出核芯的對流物質與周圍的物質混合，導致周圍的一些物質混合到核芯中。因此，主序列末端的核芯質量可能比預期的要大。這導致中等質量恆星在次巨星和巨星分支上的行為存在巨大差異，並導致大質量超巨星恆星演化的根本變化。